# 236810 Rutten
236810 Rutten este un asteroid din centura principală de asteroizi.

## Descriere
236810 Rutten este un asteroid din centura principală de asteroizi. A fost descoperit pe 9 septembrie 2007 la Wildberg de Rolf Apitzsch. Asteroidul prezintă o orbită caracterizată de o semiaxă mare de 3,10 ua, o excentricitate de 0,03 și o înclinație de 9,6° în raport cu ecliptica.